# Spodnja Pohanca
Spodnja Pohanca je naselje v Občini Brežice.

## Prebivalstvo
Etnična sestava 1991:
- Slovenci: 101 (95,3 %)
- Hrvati: 3 (2,8 %)
- Neznano: 2 (1,9 %)